# Eleição para Convenção Constitucional Chilena de 2023
Eleição para a Convenção Constitucional Chilena é uma eleição para os membros do Conselho Constitucional que foi realizada em 7 de maio de 2023. O voto era obrigatório. Os partidos de direita chilenos obtiveram uma maioria de 3/5 dos membros do conselho constitucional para redigir livremente uma nova constituição e remover a opção de veto para o campo de esquerda. Isso marcou uma mudança acentuada de uma maioria de esquerda que redigiu livremente uma primeira reescrita constitucional rejeitada em 2021.

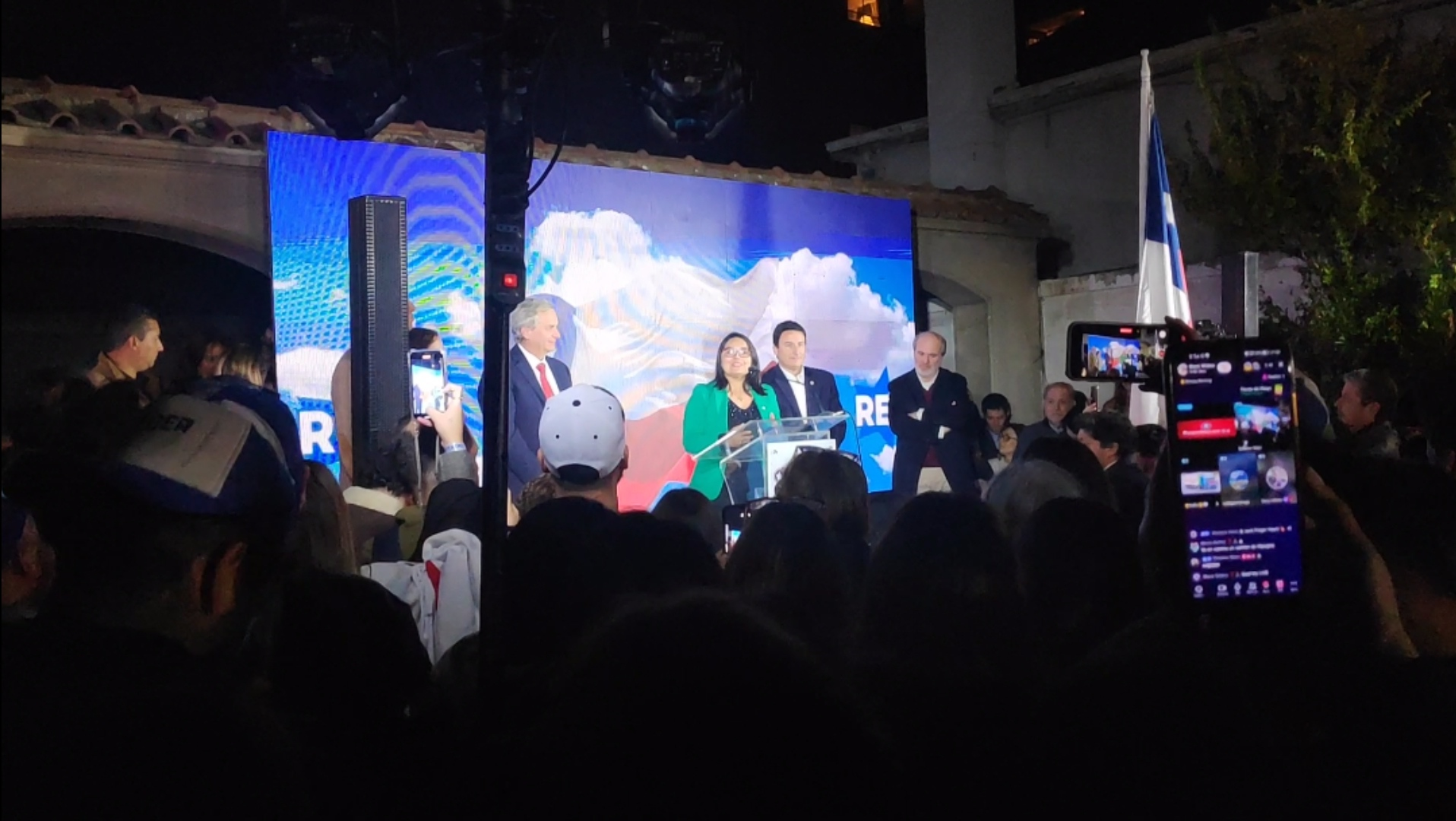
O Partido Republicano de José Antonio Kast foi o vencedor das eleições.

A eleição ocorreu em resposta à rejeição de uma proposta de projeto constitucional em referendo nacional realizado em setembro de 2022. Após a derrota do projeto, foi alcançado um acordo multipartidário para reiniciar o processo, que posteriormente foi ratificado pelo Congresso por meio de uma emenda constitucional. O novo Conselho Constitucional seguirá o modelo do Senado e será composto por 50 membros eleitos pelas regiões. Além disso, o conselho terá um número igual de homens e mulheres.

## Contexto
Em 4 de setembro de 2022, foi realizado um plebiscito nacional conhecido como "plebiscito de saída" para determinar se os eleitores concordavam com a nova Constituição Política da República elaborada pela Convenção Constitucional. A proposta de constituição, que enfrentou "intensas críticas de que era muito longa, muito esquerdista e muito radical", foi rejeitada por uma margem de 62% a 38%. Foi considerada uma das constituições mais progressistas do mundo, mas muitos eleitores a consideraram muito polarizadora e as controvérsias atolaram o processo. Portanto, a atual Constituição de 1980 continuou em vigor.

### Acordo para o Chile
Os legisladores anunciaram o Acordo para o Chile em dezembro de 2022, como uma segunda tentativa de redigir uma nova constituição com regras diferentes. O acordo estabelece que um grupo de 50 assessores constitucionais eleitos diretamente redigirá a constituição com base em um anteprojeto preparado por uma comissão de 24 especialistas nomeados pelo Congresso. Além disso, um órgão de 14 membros nomeado pelo Congresso garantirá que o texto proposto esteja alinhado com os 12 princípios institucionais e fundamentais descritos no acordo.
O acordo foi alcançado em 12 de dezembro de 2022, e ratificado pelo Congresso um mês depois, com o Partido Republicano e o Partido do Povo não participando do acordo, embora concordando em participar das eleições.
Os membros do conselho serão eleitos diretamente em maio, com representação paritária de homens e mulheres e a participação dos povos indígenas. Será necessária uma maioria de três quintos de votos no Conselho para aprovar artigos, o que é inferior à maioria de dois terços exigida na convenção anterior. Ao contrário da convenção anterior, não será fixado o número de assentos reservados aos representantes indígenas; ao contrário, dependerá do número de votos que receberem. A comissão trabalhará no primeiro projeto de 6 de março a 6 de junho, e o Conselho Constitucional iniciará seus trabalhos trinta dias após sua eleição em 6 de junho de 2023. O conselho deve entregar o projeto de constituição até 6 de novembro, e um referendo obrigatório será realizado em 17 de dezembro de 2023.

## Resultados
Os partidos de direita chilenos obtiveram uma maioria de 3/5 dos membros do conselho constitucional para redigir livremente uma nova constituição e remover a opção de veto para o campo de esquerda. Isso marcou uma mudança acentuada de uma maioria de esquerda que redigiu livremente uma primeira reescrita constitucional rejeitada em 2021.
O Partido Republicano tornou-se a principal força política com 34% dos votos e 22 membros, dando ao partido o direito de veto nas emendas. A coalizão de esquerda do presidente Boric conquistou cerca de 27% e 17 assentos, enquanto uma coalizão separada de partidos tradicionais de direita obteve mais de 20% dos votos e 11 assentos. Os partidos de centro levaram o restante da votação, mas não conseguiram obter assentos.
Luis Silva, o candidato mais votado do Partido Republicano, disse a Newman que eles nunca quiseram substituir a constituição da era da ditadura. “É o nosso ponto de partida. Esse processo nos permite introduzir novos aspectos que acreditamos que nossa constituição merece.” O líder do partido Kast, que perdeu para o presidente Boric em 2021, fez um discurso de vitória em Santiago; “Hoje é o primeiro dia de um futuro melhor, um novo começo para o Chile. O Chile derrotou um governo falido”. O presidente Boric concedeu, acrescentando que o governo atuaria como fiador e apoiaria os pedidos do novo conselho; “o governo não se intrometerá no processo e respeitará a autonomia da entidade em suas deliberações.” 